# Dibaryconus longipennis
Dibaryconus longipennis är en stekelart som först beskrevs av Alan Parkhurst Dodd 1913.  Dibaryconus longipennis ingår i släktet Dibaryconus och familjen Scelionidae. Inga underarter finns listade i Catalogue of Life.